# Iolanda Balaș
Iolanda Balas (en rumano: Iolanda Balaș, Timișoara, 12 de diciembre de 1936-Bucarest, 11 de marzo de 2016) fue una atleta rumana especialista en salto de altura, campeona olímpica en Roma 1960 y Tokio 1964. Batió trece marcas del mundo al aire libre y cuatro en pista cubierta. Está considerada como una de las mejores saltadoras de la historia. Era conocida como «la Tijera Humana».

## Biografía
Se dio a conocer en 1954 cuando fue segunda en los Juegos Europeos de Berna (Suiza), detrás de la británica Thelma Hopkins.
Participó en los Juegos Olímpicos de Melbourne 1956, Australia, donde era la favorita ya que llegaba como plusmarquista mundial. Sin embargo se tuvo que conformar con la quinta posición, y además vio como la ganadora, la estadounidense Mildred McDaniel, le arrebató el récord mundial con 1'76
Sin embargo, en los años siguientes fue la gran dominadora del salto de altura, no teníendo prácticamente rival. Entre 1957 y 1967 no sufrió ni una sola derrota, ganando en 150 competiciones consecutivas.
En 1958 ganó en Estocolmo Suecia, su primer título de campeona de Europa, algo que repetiría en 1962 en Belgrado, Yugoslavia.
En los Juegos Olímpicos de Roma 1960 Italia, obtuvo la primera de sus dos medallas de oro olímpicas. Lo hizo con un nuevo récord olímpico de 1'85 y sacándole 14 centímetros a la polaca Jaroslawa Józwiakowska y a la británica Dorothy Shirley, que con 1'71 compartieron la medalla de plata. Es la mayor ventaja con la que se ha ganado esta prueba en la historia olímpica.
Cuatro años más tarde revalidaba el título olímpico en Tokio 1964, Japón. de nuevo con un récord olímpico de 1'90. La plata fue para la australiana Michele Brown (1'80) y el bronce para la soviética Taisia Chenchik (1'78)
Iolanda Balas es la única saltadora de altura que ha ganado el oro olímpico dos veces consecutivas, y junto a la alemana Ulrike Meyfarth (1972 y 1984), son las únicas que han ganado dos veces esta prueba.
Iolanda Balas batió 14 veces el récord mundial al aire libre, el primero de ellos el 14 de junio de 1956 en Bucarest con 1'75. Aunque perdió el récord ese mismo año a manos de Mildred McDaniel, lo recuperó en 1958, y en los años siguientes fue subiendo esta altura centímetro a centímetro hasta llegar a su récord definitivo, el 16 de julio de 1961 en Sofía, Bulgaria, con 1'91. Este récord estuvo vigente durante 10 años hasta que fue batido en 1971 por la austríaca Ilona Gusenbauer en Viena, Austria.
También batió el récord mundial en pista cubierta en cuatro ocasiones, tres de ellas el mismo día, el 18 de marzo de 1961 en Leningrado (actual San Petersburgo), Unión Soviética dejando el récord en 1'86.
Su técnica de salto era una variante algo sofisticada del viejo "estilo tijera", en lugar del "rodillo ventral", mucho más popular en su época y más eficiente desde el punto de vista biomecánico. Sin embargo, según ella misma decía:
"Mi estilo es quizá obsoleto, pero es el que se adecúa mejor a la estructura de mi cuerpo".
Falleció en 2016 en Bucarest por complicaciones gástricas.

## Resultados
| Año  | Competición           | Lugar                | Puesto | Marca |
| ---- | --------------------- | -------------------- | ------ | ----- |
| 1954 | Campeonatos de Europa | Berna, Suiza         | 2º     | 1'65  |
| 1956 | Juegos Olímpicos      | Melbourne, Australia | 5º     | 1'67  |
| 1958 | Campeonatos de Europa | Estocolmo, Suecia    | 1º     | 1'77  |
| 1960 | Juegos Olímpicos      | Roma, Italia         | 1º     | 1'85  |
| 1962 | Campeonatos de Europa | Belgrado, Yugoslavia | 1º     | 1'83  |
| 1964 | Juegos Olímpicos      | Tokio, Japón         | 1º     | 1'90  |